# Jeżewo (gmina)
Jeżewo – gmina wiejska w północnej części województwa kujawsko-pomorskiego, w powiecie świeckim. W latach 1975–1998 gmina położona była w województwie bydgoskim.
Siedzibą gminy jest Jeżewo.
Według danych z 31 grudnia 2019 roku gminę zamieszkiwały 8074 osoby.

## Położenie
Gmina leży w mezoregionach: Wysoczyzna Świecka i Bory Tucholskie. Przez obszar gminy przepływają Sobińska Struga, Mątawa i Wda, którą wiedzie wodny szlak turystyczny. Na terenie gminy są położone następujące jeziora:
- Stelchno – 154,5 ha
- Laskowickie – 52,2 ha
- Bielskie – 47,6 ha
- Zamkowe – 23 ha
- Lipno – 16,5 ha
- Sinowa – 17,8 ha

Przez jej teren przebiega droga wojewódzka nr 272. Do 26 września 2017 roku przez teren gminy przebiegała również droga wojewódzka nr 239, którą wykreślono z rejestru.
Przez teren gminy przebiegają trzy linie kolejowe:
- Linia kolejowa 131 Tczew-Chorzów ze stacją w Laskowicach
- Linia kolejowa 208 Chojnice-Działdowo ze stacjami w Laskowicach, Jeżewie i Dubielnie.
- Linia kolejowa 215 Laskowice Pomorskie-Bąk ze stacjami w Laskowicach, Dąbrowach, Czersku Świeckim i Kwiatkach.

Według danych z 2009 roku gminę zamieszkiwały 7902 osoby.

## Struktura powierzchni
Według danych z roku 2009 gmina Jeżewo zajmuje obszar 155,93 km², w tym:
- użytki rolne: 36%
- użytki leśne: 53%

Gmina stanowi 10,59% powierzchni powiatu.

## Demografia

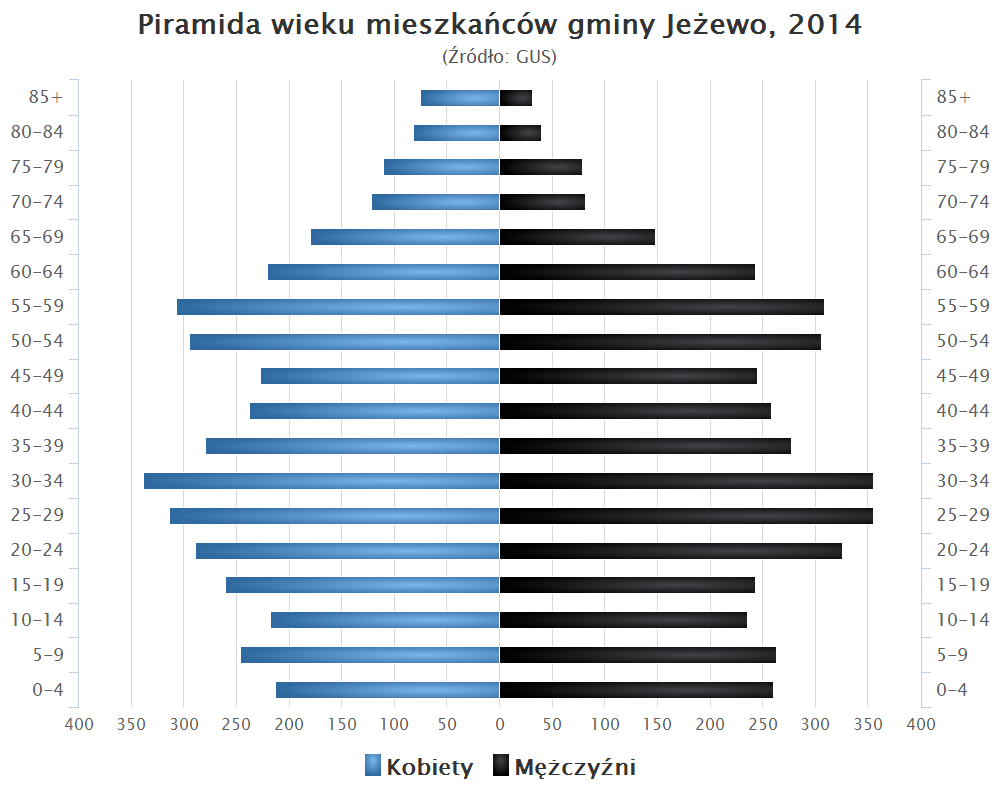
Piramida wieku mieszkańców gminy Jeżewo w 2014 roku

Dane z 2009 roku:
| Opis                              | Ogółem | Ogółem | Kobiety | Kobiety | Mężczyźni | Mężczyźni |
| --------------------------------- | ------ | ------ | ------- | ------- | --------- | --------- |
| Jednostka                         | osób   | %      | osób    | %       | osób      | %         |
| Populacja                         | 7902   | 100    | 3952    | 50      | 3950      | 50        |
| Gęstość zaludnienia [mieszk./km²] | 50,1   | 50,1   | 25,2    | 25,2    | 25,2      | 25,2      |

## Ochrona przyrody
Na terenie gminy znajdują się następujące formy ochrony przyrody:
- Wschodni Obszar Chronionego Krajobrazu Borów Tucholskich
- Świecki Obszar Chronionego Krajobrazu
- fragment Nadwiślańskiego Parku Krajobrazowego
- fragment Wdeckiego Parku Krajobrazowego
- zespół przyrodniczo-krajobrazowy Dolina rzeki Sobińska Struga
- 2 obszary NATURA 2000 : Bory Tucholskie PLB220009 OSOP i Sandr Wdy PLH040017 SOOS
- 21 użytków ekologicznych w miejscowościach: Czersk Świecki, Laskowice, Ciemniki, Dubielno, Brzeziny i Zajęczy Kąt[8].
- 11 pomników przyrody ożywionej.

## Zabytki
Wykaz zarejestrowanych zabytków nieruchomych na terenie gminy:
- zespół dworski w Taszewie: dwór, 4 ćw. XIX; park, 1 poł. XIX; nr A/349/1-2 z 14.01.1993
- zespół kościelny parafii pod wezwaniem Trójcy Świętej w Jeżewie, obejmujący: kościół z 1427; cmentarz przykościelny; murowane ogrodzenie, nr A/829/1-2 z 28.05.1997 roku.

## Cmentarze ewangelickie
Na obszarze gminy znajdowały się cmentarze ewangelickie w następujących miejscowościach:
Białe, Białe Błota, Buczek, Ciemniki, dwa w Czersku Świeckim, Dubielno, Krąplewice, Nowe Laskowice, Nowe Krąplewice, Osłowo, Piła-Młyn (gmina Jeżewo), Skrzynki, Taszewskie Pole, Taszewko. Ponadto w Jeżewie był usytuowany (nieistniejący) kościół ewangelicki.

## Sołectwa
Białe, Belno, Buczek, Ciemniki, Czersk Świecki, Dubielno, Jeżewo, Krąplewice, Laskowice, Osłowo, Pięćmorgi, Piskarki, Taszewskie Pole, Taszewo.

## Pozostałe miejscowości
Białe Błota, Brzozowy Most, Dąbrowa, Kotówka, Kwiatki, Lipienki, Lipno, Nowe Krąplewice, Nowy Młynek, Papiernia, Piła-Młyn, Rozgarty, Skrzynki, Taszewko, Taszewo (osada leśna).

## Sąsiednie gminy
Dragacz, Drzycim, Osie, Świecie, Warlubie